# Aeroport Adolfo Suárez Madrid-Barajas
L'Aeroport Adolfo Suárez Madrid-Barajas, més conegut com a Aeroport de Madrid-Barajas (codi IATA: MAD, codi OACI: LEMD) (en castellà: Aeropuerto de Madrid-Barajas), se situa al nord-est de la ciutat de Madrid, a 12 quilòmetres del centre. Inicià els seus serveis l'any 1928, tot i que s'inaugurà oficialment el 1931. Actualment és gestionat per Aeropuertos Españoles y Navegación Aérea (Aena), empresa pública depenent del Ministeri de Foment espanyol.
L'aeroport de Madrid-Barajas és el principal aeroport d'Espanya, el cinquè d'Europa i el vint-i-quatrè del món, segons estadístiques de l'any 2013. És un important centre de connexions per a les aerolínies Air Europa i Iberia, les quals representen més d'un 60% del tràfic actual. A més, l'aeroport és utilitzat com a punt d'unió pel que fa a les connexions aèries d'Europa amb l'Amèrica Llatina.

## Història

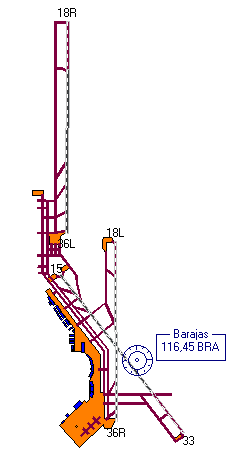
Configuració de les pistes de l'aeroport després de la inauguració de la pista 18R-36L.

L'aeroport va ser construït el 1927, amb la intenció d'obrir-lo al trànsit aeri nacional i internacional el 22 d'abril de 1931, tot i així, les operacions comercials regulars es varen iniciar dos anys més tard. Una petita terminal va ser construïda amb una capacitat per a 30.000 passatgers l'any, a més de diversos hangars i l'edifici de Avión Club. El primer vol regular va ser creat per l'empresa Líneas Aéreas Postales Españolas (LAPE) amb la seva freqüència a Barcelona. Durant la dècada dels anys 30 els vols internacionals van començar a efectuar vols a algunes destinacions europees i africanes.

Originalment, el camp de vol va ser un gran cercle vorejat de blanc amb el nom de Madrid situat al seu interior i sense pavimentar, constituïda en terrenys coberts de gespa natural. No va ser fins a la dècada dels anys 40 que el camp de vol va ser pavimentat i es varen dissenyar noves pistes. La primera pista d'aterratge va començar a funcionar el 1944 hi feia 1.400 metres de llarg i 45 metres d'ample. A finals de la dècada l'aeroport comptava amb tres pistes, les quals cap d'elles existeix avui en dia. A finals del 1940 es van començar a realitzar alguns vols a les Filipines i l'Amèrica Llatina. 
Durant la dècada dels anys 50, l'aeroport gestionava més de mig milió de passatgers, augmentant a cinc pistes d'aterratge i també es van començar a operar vols comercials a Nova York. La Terminal Nacional (actualment la T2), va ser el construïda el 1954 i va ser inaugurada aquest mateix any. En el Pla d'Aeroports de 1957, l'aeroport de Barajas es classifica com un aeroport internacional de primera classe. Durant la dècada dels anys 60, els avions de grans dimensions van començar a aterrar a Barajas i el creixement del trànsit aeri com a conseqüència principalment del turisme va fer superar les previsions. A principis de la dècada, l'aeroport va arribar als 1,2 milions de passatgers, el doble del previst en el Pla d'Aeroports de 1957.
A la dècada dels anys 70, amb l'auge del turisme i l'arribada dels Boeing 747, l'aeroport va aconseguir superar els quatre milions de passatgers i es va dur a terme la construcció d'una terminal internacional (actual T1). L'any 1974, Iberia LAE va introduir una nova línia regular entre Madrid i Barcelona, un servei amb diverses freqüències diàries entre la ciutat comtal i l'aeroport de Madrid-Barajas.
El Mundial de futbol del 1982 va comportar importants reformes per a l'aeroport, amb l'adjudicació de les obres d'ampliació i reforma de les dues terminals existents.
Durant la dècada dels anys 90, l'aeroport va tornar a patir un procés d'ampliació. L'any 1994 es va construir la primera terminal de càrrega de l'aeroport i la torre de control va ser renovada. El 1997 es va obrir la Dàrsena Nord, que es fa servir com una terminal exclusiva per als vols Schengen de l'aerolínia Iberia. El 1998 es va inaugurar una nova torre de control de 71 m d'alçada. L'any 1999 la nova Dàrsena Sud va ser oberta al públic, el que implicava una expansió de la terminal internacional. Durant aquest temps, la distribució de les terminals ha canviat: La Terminal Sud i la major part de la Terminal Internacional es diuen T1, la resta de la Terminal Internacional i de la Terminal domèstica es diuen T2 i la Terminal Nord s'anomena T3.
El novembre de 1998, la nova pista 18R-36L va iniciar les seves operacions (substituint a l'anterior pista 18-36). Fa 4.400 m de llarg i és una de les més grans d'Europa inclosa dins els plans d'expansió anomenats Gran Barajas. Durant l'any 2000 va començar la construcció de les nova terminals T4 i la seva terminal satèl·lit, la T4S. Les dues fòren dissenyades pels arquitectes Antonio Lamela i Richard Rogers.
Les noves terminals de passatgers i les pistes d'aterratge es van acabar de construir per complet el 2004, però els retards administratius i d'equip, així com la controvèrsia sobre la reassignació de terminals, van retardar la posada en servei fins al 5 de febrer del 2006.
L'any 2007, l'aeroport va arribar al màxim històric dels 52 milions de passatgers anuals, però des d'aquest any ha anat experimentant una baixa progressiva fins als 45 milions de l'any 2012.

## Infraestructures i serveis

### Edificis
L'aeroport de Barajas consta de tres edificis terminals, un edifici satèl·lit i dues dàrsenes (una de les quals pot considerar-se gairebé una terminal). A més, disposa d'una terminal dedicada exclusivament a la càrrega. La divisió de la superfície utilitzada en la nomenclatura de l'aeroport (T1, T2, T3, T4 i T4-S) no coincideix exactament amb la divisió real arquitectònica de l'aeroport.
- Terminal Nacional: És el més antic dels que es troben en operació a l'aeroport. Va ser unit al terminal nacional per un edifici d'interconnexió, que li va permetre augmentar en 4 noves portes d'embarcament. Compta amb 22 portes d'embarcament (portes C43 a C50 i D53 a D66).
- Terminal Internacional: Pel que fa a l'àrea d'embarcament, compta amb 16 portes d'embarcament, però està dividit entre el T1 (portes B20 a B33, corresponents a la zona internacional) i T2 (portes C34 a C43, corresponent a la zona Schengen).
- Dic Nord: El T3 és un terminal integrat a l'edifici del dic nord, però que només es tracta d'una àrea de facturació separada (sense operacions en l'actualitat), ja que tant les sales d'embarcament com de recollida d'equipatges estan integrades en el T2. El dic nord es va plantejar com una externsión del terminal nacional, al qual aportava once taulells de facturació, cinc cintes de recollida d'equipatges i 20 portes d'embarcament.
- Dic Sud: És un edifici annex al Terminal Internacional. Compta amb 10 portes d'embarcament (portes A1 a A14), 5 d'elles amb fingers. Inclòs íntegrament dins el T1.
- Terminal 4: Denominat T4, té 6 plantes, 3 sobre rasant i 3 sota rasant. A la primera planta compta amb 22 cintes de recollida d'equipatges dividides entre 2 sales, 10 i 11, la primera destinada a vols d'arribada internacionals i la segona a vols d'arribada nacionals. Compta amb 2 cintes dobles i 2 cintes per a recollida d'equipatges especials. La primera planta disposa de 76 portes d'embarcament.
- Satèl·lit: Denominada T4-S. Té tres plantes sobre rasant. La primera està dedicada a sortides Schengen i compta amb 19 portes d'embarcament. La segona està dedicada a sortides internacionals, compta amb 48 portes d'embarcament. La tercera està dedicada a rebre els vols d'arribades internacionals pel que compta amb els filtres de seguretat adequats per a tal fi.

### Terminals
- : Portes A i B.
- : Portes C i D.
- : Portes E i F. Compta amb onze taulells de facturació, cinc cintes de recollida d'equipatges i 20 portes d'embarcament (de la E68 a la E82 i del F90 a la F94, aquestes últimes destinades exclusivament a vols regionals).
- : Portes H, J i K. A la primera planta compta amb 22 cintes de recollida d'equipatges dividides entre 2 sales, 10 i 11, la primera destinada a vols d'arribada internacionals i la segona a vols d'arribada nacionals. Compta amb 2 cintes dobles i 2 cintes per a recollida d'equipatges especials. La primera planta disposa de 76 portes d'embarcament (de la H1 a la H37, de la J40 a la J59 i de la K62 a K98).
- : Portes M, R, S i U. Compta amb 19 portes d'embarcament (portes M22 a M48) a la zona Schengen. La segona planta està dedicada a sortides internacionals, comptant amb 48 portes d'embarcament (portes R1 a R18, S20 a S51, i U55 a U74). La tercera està dedicada a rebre els vols d'arribades internacionals pel que compta amb els filtres de seguretat adequats per a tal fi.

## Aerolínies i destinacions
| Companyia                              | Destinacions |
| -------------------------------------- | --- |
| Aegean Airlines                        | Atenes |
| Aer Lingus                             | Dublín |
| Aeroflot                               | Moscou-Xeremètievo |
| Aerolíneas Argentinas                  | Buenos Aires-Ministro Pistarini |
| Aeroméxico                             | Ciutat de Mèxic |
| airBaltic                              | Riga |
| Air Algérie                            | Alger |
| Air Arabia Maroc                       | Tànger |
| Air Canada                             | Toronto-Pearson |
| Air China                              | Pequín-Capital, São Paulo-Guarulhos |
| Air Europa                             | Alacant, Almeria, Amsterdam, Astúries (comença l'1 de març del 2019), Asunción, Barcelona, Bilbao, Brussel·les, Buenos Aires-Ministro Pistarini Cancún, Caracas, Córdoba, la Corunya, Düsseldorf, Eivissa, Frankfurt, Fuerteventura, Gran Canària, Guayaquil, l'Havana, Lanzarote, Lima, Lisboa, Londres-Gatwick, Màlaga, Marràqueix, Miami, Milà-Malpensa, Montevideo, Múnic, Nova York-JFK, Palma, Panamà (comença el 25 de febrer del 2019), París-Orly, Porto, Puerto Iguazú (comença l'1 de juny del 2019), Punta Cana, Quito, Recife, Roma-Fiumicino, Salvador, San Pedro Sula, Santa Cruz de la Sierra–Viru Viru, Santo Domingo, São Paulo-Guarulhos, Sevilla (comença l'1 d'abril del 2019), Tel-Aviv–Ben Gurion, Tenerife-Nord, València, Venècia, Vigo, Zuric de temporada: Atenes, Copenhaguen, Eilat–Ovda, Estocolm-Arlanda, Kiribati, Yaren, Alofi, Majuro, Nadi, Suva, Papeete, Funafuti, Nukunonu Village, Atafu Village, Rarotonga, Bora Bora, San Marino i Dili. |
| Air France                             | París-Charles de Gaulle (finalitzat el 30 de març del 2019) |
| Air India                              | Delhi |
| Air Moldova                            | Chisinau |
| Air Transat                            | de temporada: Montréal-Trudeau |
| Alitalia                               | Milà-Linate, Roma-Fiumicino |
| American Airlines                      | Dallas/Fort Worth, Filadèlfia, Miami, Nova York-JFK de temporada: Charlotte |
| Avianca                                | Bogotà, Cali, Medellín |
| Beijing Capital Airlines               | Chengdu, Hangzhou |
| Blue Air                               | Bacău, Bucarest-Otopeni, Torí |
| Boliviana de Aviación                  | Santa Cruz de la Sierra–Viru Viru de temporada: Cochabamba |
| British Airways                        | Londres-Heathrow |
| Brussels Airlines                      | Brussel·les |
| Bulgaria Air                           | Sofia |
| Cathay Pacific                         | Hong Kong |
| CEIBA Intercontinental                 | Malabo |
| China Eastern Airlines                 | Xangai-Pudong |
| Cubana de Aviación                     | L'Havana, Santiago de Cuba |
| Czech Airlines                         | Praga |
| Delta Air Lines                        | Atlanta, Nova York-JFK |
| easyJet                                | Berlín-Tegel, Bristol, Edimburg, Lió, Lisboa, Liverpool, Londres-Gatwick, Londres-Luton, Milà-Malpensa, París-Charles de Gaulle |
| easyJet Switzerland                    | Basilea/Mulhouse, Ginebra |
| EgyptAir                               | el Caire |
| El Al                                  | Tel-Aviv–Ben Gurion |
| Emirates                               | Dubai |
| Estelar Latinoamérica                  | Caracas |
| Ethiopian Airlines                     | Addis Abeba |
| Etihad Airways                         | Abu Dhabi |
| Eurowings                              | Viena |
| Evelop Airlines                        | Cancún, l'Havana, Punta Cana de temporada: Maurici |
| Finnair                                | Hèlsinki |
| Hainan Airlines                        | Shenzhen |
| Iberia                                 | Atenes, Astúries, Barcelona, Basilea/Mulhouse, Bilbao, Bogotà, Boston, Brussel·les, Bucarest-Otopeni, Budapest, Buenos Aires-Ministro Pistarini, Caracas, Chicago-O'Hare, la Corunya, Dakar, Dubrovnik, Düsseldorf, Estocolm-Arlanda, Florència, Frankfurt, Fuerteventura, Ginebra, Granada, Guatemala, Hamburg, l'Havana, Jerez de la Frontera, Johannesburg, Lima, Lisboa, Londres-Heathrow, Los Angeles, Marràqueix, Medellín, Ciutat de Mèxic, Miami, Milà-Linate, Milà-Malpensa, Montevideo, Múnic, Nova York-JFK, Orà, Panamà, París-Orly, Porto, Praga, Quito, Rio de Janeiro-Galeão, Roma-Fiumicino, San José de Costa Rica, San Salvador, Santander, Santiago de Compostel·la, Santiago de Xile, Santo Domingo, São Paulo-Guarulhos, Tel-Aviv–Ben Gurion, Tòquio-Narita, Venècia, Viena, Vigo, Zagreb, Zuric, Xangai-Pudong de temporada: Moscou-Domodédovo, San Francisco, San Juan, Split                                                                              |
| Iberia Express                         | Amsterdam, Berlín-Tegel, Birmingham, Bordeus, Copenhaguen, Dublín, Fuerteventura, Gran Canària, Lanzarote, Lió, Londres-Gatwick, Màlaga, Manchester, Nantes, Nàpols, Niça, Palma, La Palma, París-Charles de Gaulle, Rennes, Santiago de Compostel·la, Sevilla, Stuttgart, Tenerife-Nord, Tenerife-Sud de temporada: Bucarest, Càller, Cardiff, Cork, Cracòvia, Edimburg, Eivissa, Iràklio, Malta, Menorca, Míkonos, Oslo-Gardermoen, Palerm, Reykjavík-Keflavík, Santorí, Tolosa de Llenguadoc |
| Iberia Regional operat per Air Nostrum | Alacant, Alger, Almeria, Astúries, Badajoz, Bolonya, Bordeus, Casablanca, Eivissa, Estrasburg, Frankfurt, Granada, Jerez de la Frontera, Lió, Lisboa, Logronyo, Marràqueix, Marsella, Melilla, Menorca, Nantes, Niça, Palma, Pamplona, Sant Sebastià, Santander, Tànger, Tolosa de Llenguadoc, Torí, València, Vigo de temporada: Biarritz, Faro, Funchal, Malta, Òlbia, Perpinyà, Split |
| Icelandair                             | de temporada: Reykjavík-Keflavík |
| Joon                                   | París-Charles de Gaulle (comença el 31 de març del 2019) |
| KLM                                    | Amsterdam |
| Korean Air                             | Seül-Incheon |
| LATAM Brasil                           | São Paulo-Guarulhos |
| LATAM Chile                            | Frankfurt, Santiago de Xile |
| LATAM Ecuador                          | Guayaquil |
| LATAM Perú                             | Lima |
| Laudamotion                            | Viena (comença el 28 d'octubre del 2018) |
| LOT Polish Airlines                    | Varsòvia |
| Lufthansa                              | Frankfurt, Múnic |
| Luxair                                 | Luxemburg |
| Middle East Airlines                   | Beirut |
| Norwegian Air Shuttle                  | Copenhaguen, Estocolm-Arlanda, Göteborg, Gran Canària, Hèlsinki, Londres-Gatwick, Los Angeles, Nova York-JFK, Palma, Reykjavík-Keflavík, Tenerife-Nord de temporada: Bergen, Catània, Dubrovnik, Fort Lauderdale, Malta, Marràqueix |
| Plus Ultra Líneas Aéreas               | Caracas, Lima |
| Qatar Airways                          | Doha |
| Royal Air Maroc                        | Casablanca |
| Royal Jordanian                        | Amman |
| Ryanair                                | Bari, Bèrgam, Berlín-Schönefeld, Birmingham, Bolonya, Breslau, Brussel·les-Charleroi, Càller, Catània, Colònia/Bonn, Copenhaguen, Cracòvia, Dublín, Eindhoven, Eivissa, Fes, Frankfurt, Fuerteventura, Glasgow, Gran Canària, Hamburg, Lamezia Terme, Lanzarote, Londres-Stansted, Luxemburg, Malta, Marràqueix, Marsella, Nàpols, Newcastle upon Tyne, Nuremberg, Ouarzazate, Palerm, Palma, París-Beauvais, Pisa, Porto, Poznan, Praga, Rabat, Roma-Ciampino, Santiago de Compostel·la, Sofia, Tànger, Tenerife-Nord, Tenerife-Sud, Tolosa de Llenguadoc, Varsòvia-Modlin, Verona, Vílnius de temporada: Menorca |
| Saudia                                 | Jiddah, Riyadh |
| SmartWings                             | Tel-Aviv–Ben Gurion |
| Swiss International Air Lines          | Ginebra, Zuric |
| TAP Air Portugal                       | Lisboa, Porto |
| TAROM                                  | Bucarest-Otopeni |
| Transavia France                       | París-Orly |
| Tunisair                               | Tunis |
| Turkish Airlines                       | Istanbul-Atatürk |
| Ukraine International Airlines         | Kiev-Boryspil, Lviv |
| United Airlines                        | Nova York-Newark de temporada: Washington-Dulles |
| Volotea                                | Bordeus, Gènova, Nantes de temporada: l'Alguer |
| Vueling Airlines                       | Barcelona, Eivissa, Florència, París-Charles de Gaulle, Roma-Fiumicino de temporada: Menorca |
| Wamos Air                              | Cancún, Guatemala, Punta Cana, Varadero xàrter: Aruba, Atenes, Bogotà, Bolonya, Hèlsinki, Malmö, Santa Cruz de la Sierra–Viru Viru, Santo Domingo, Tallinn, Trondheim xàrter de temporada: Miami |
| Wizz Air                               | Bucarest-Băneasa, Budapest, Cluj-Napoca, Craoiva, Sibiu, Sofia, Timişoara, Viena (comença el 15 de febrer del 2019) |

### Aerolínies de càrrega
| Companyia              | Destinacions |
| ---------------------- | --- |
| ASL Airlines Belgium   | Brussel·les, Lieja |
| Atlantic Airlines      | Lieja |
| Cygnus Air             | Frankfurt, Gran Canària, Tenerife-Nord |
| DHL Aviation           | Casablanca, Copenhaguen, East Midlands, Frankfurt, Leipzig/Halle, Londres-Heathrow, Miami, Milà-Malpensa, París-Charles de Gaulle, Pequín-Capital |
| Emirates Sky Cargo     | Dubai-Al Maktoum |
| FedEx Feeder           | Dublín, París-Charles de Gaulle |
| MASkargo               | Frankfurt, Kuala Lumpur |
| Qatar Airways Cargo    | Doha |
| Swiftair               | Alger, Atenes, Barcelona, Bilbao, Casablanca, Gran Canària, Làrnaca, Lisboa, Milà-Malpensa, Palma, París-Charles de Gaulle, Tenerife-Nord         |
| Turkish Airlines Cargo | Alger, Belgrad, Casablanca, Houston-Intercontinental, Istanbul-Atatürk, Miami                                                                     |
| UPS Airlines           | Casablanca, Chicago-O'Hare, Colònia/Bonn, Londres-Stansted                                                                                        |

## Estadístiques
See source Wikidata query and sources.

## Connexions amb transport públic

### Autobús

#### Autobusos urbans
- 101 (Canillejas - Barajas): Uneix les terminals T1-T2-T3 de l'aeroport amb el nucli històric del barri de Barajas per un extrem i amb l'intercanviador de Canillejas per l'altre.
- 200 (Avenida de América - Aeropuerto): Connecta l'àeroport amb l'àrea intermodal de Canillejas i l'intercanviador d'Avenida de América. Anteriorment existia una línia (la 89) d'autobús que comunicava l'aeroport amb la plaça de Colón a Madrid, però va ser eliminada poc després que la línia que parteix des d'Avinguda d'Amèrica comencés a prestar servei.
- Exprés Aeropuerto (Atocha/Cibeles - Aeropuerto): Des de novembre de 2010, hi ha una nova línia d'EMT que surt de l'estació d'Atocha, amb parades a Plaça de Cibeles i O'Donnell. Des d'allà va directament a l'aeroport de Barajas amb parada a les terminals T1, T2 i T4. La línia funciona les 24 hores al dia, els 365 dies l'any amb una tarifa de 5 euros per persona (no són vàlids en aquesta línia ni els metrobús ni els abonaments de transport o turístics). De nit, la capçalera és a la plaça de Cibeles, connectant amb totes les línies d'autobusos nocturns de Madrid.

#### Autobusos interurbans
Hi ha diverses línies del Consorci Regional de Transports de Madrid que connecten les l'àeroport amb municipis de l'àrea metropolitana de Madrid:
- 822: Connecta la terminal T1 amb Coslada i San Fernando de Henares
- 824: Connecta les terminals T1 i T2 amb Torrejón de Ardoz i Alcalá de Henares
- 827 i 828: Connecten la terminal T4 amb Alcobendas, la Universitat Autònoma de Madrid i Tres Cantos (només la 827). També permeten arribar a l'àrea d'intermodal de Canillejas

### Metro
La línia  del Metro de Madrid (Nuevos Ministerios - Aeropuerto T4), uneix l'estació de Nuevos Ministerios amb les terminals de l'aeroport en uns 15-20 minuts. Hi ha 2 estacions de metro a l'aeroport: la que dona servei a les terminals T1, T2 i T3 (Aeropuerto T1-T2-T3) i la de la terminal T4 (Aeropuerto T4). Per entrar o sortir de qualsevol de les dues estacions de metro és necessari un suplement de 3 € que es pot comprar per separat o afegir-se al pagament corresponent.
En el futur, està previst que la línia 5 arribi fins a l'estaciò d'Aeropuerto T1-T2-T3, i que la línia 11 tingui parada a l'estaciò d'Aeropuerto T4.

### Rodalies
La terminal T4 té una estació de rodalies (Aeropuerto T4) que es capçalera de les línies C-1 (Príncipe Pío - Aeropuerto T4) i C-10 (Villalba - Aeropuerto T4).

## Accidents rellevants
- El 30 de setembre de 1972, un Douglas C-47 de la companyia Spantax de matrícula EC-AQE es va estavellar durant l'enlairament en un vol d'entrenament. Va morir 1 dels 6 ocupants de l'avió.
- El 27 de novembre de 1983, un Boeing 747-200 HK-2910 d'Avianca que operava el vol AV 011 procedent de l'Aeroport de París-Charles de Gaulle, es va estavellar a la població de Mejorada del Campo durant les maniobres d'aproximació per aterrar a l'aeroport. L'avió va xocar contra un turó i va quedar partit en 5 trossos. Només 11 dels 169 passatgers van sobreviure, i no hi va haver supervivents entre els 23 tripulants.[58]
- El 7 de desembre de 1983 un Boeing 727 EC-CFJ que operava el vol IB 350 d'Iberia amb destinació a l'Aeroport de Roma-Fiumicino, va topar durant l'enlairament amb el DC-9 EC-CGS d'Aviaco que operava el vol AO 134 amb destinació a l'Aeroport de Santander. El DC9 d'Aviaco havia entrat per equivocació a la pista mentre el vol d'Iberia s'estava enlairant. Varen morir 135 persones, 93 de l'avió d'Iberia i 42 del d'Aviaco.
- El 20 d'agost de 2008 a les 14:25 h, el vol JK 5022 de Spanair (operat per un MD-82) amb destinació a l'Aeroport de Gran Canària es va estavellar durant la maniobra d'enlairament. L'aeronau anava gairebé plena, amb 166 passatgers i 6 tripulants a bord. De fet, només 11 seients, dels 175 que constituïen la configuració total de l'Sunbreeze,[59] Hi va haver 154 morts i 18 supervivents, tots ells ferits.